# Conduite des écoles chrétiennes
Conduite des écoles chrétiennes est un ouvrage de pédagogie écrit par Jean-Baptiste de La Salle paru en 1706. Il constitue l'ouvrage de référence des Frères des écoles chrétiennes, celui qui établit leur méthode d'enseignement, il servira de base à l'organisation de l'enseignement primaire jusqu'au début du XXe siècle.
Le but de cet ouvrage était de diriger les maîtres dans leur enseignement, il mentionne les différentes méthodes appliquées par Jean-Baptiste de La Salle. La "Conduite des écoles" comprend deux parties : l’une traite des « Exercices en usage dans les écoles », l’autre des « Moyens d’y maintenir l’ordre ».
Dans les éditions modernes, a été ajoutée une troisième partie : le commentaire du Frère Agathon sur "Les douze vertus d’un bon maître".
La Conduite des écoles chrétiennes, a été réédité 24 fois entre 1811 et 1903. 